# Artiach–Chiquilin

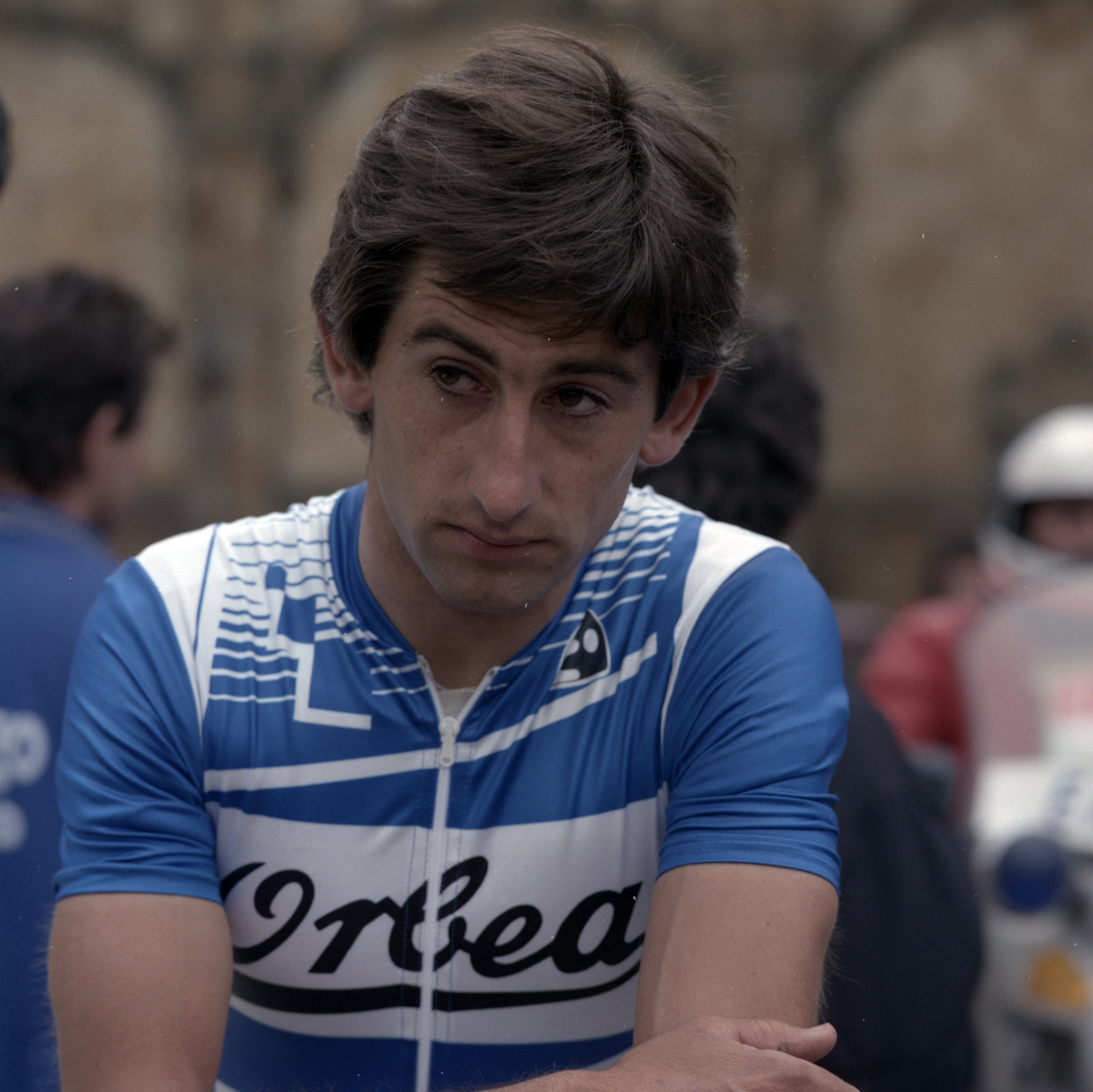
Marino Lejarreta im Teamtrikot von 1987

Artiach–Chiquilin war ein spanisches Radsportteam, das von 1984 bis 1995 bestand.

## Geschichte
Das Team wurde 1984 unter der Leitung von Francisco Miner gegründet. Im ersten Jahr konnte das Team neben den Siegen mit einem 15. Platz bei der Vuelta a España und dem zweiten Gesamtrang bei der Valencia-Rundfahrt hervorstechen. Nach der Verpflichtung vom Pedro Delgado wurde die Vuelta a España gewonnen und bei der Tour de France Platz 6 in der Gesamtwertung erzielt werden. Das Team feierte hauptsächlich bei den spanischen Rennen, Eintagesrennen oder Etappenrennen, sehr gute Ergebnisse. Bei den Monumenten des Radsports gab es nur ein Ergebnis, welches erwähnenswert ist, und zwar der 3. Platz bei der Lombardei-Rundfahrt 1988 durch Marino Lejarreta. Nach Ende der Saison 1995 wurde das Team mit dem Team Kelme verschmolzen.

## Doping
1987 wird Imanol Murga bei der Asturien-Rundfahrt positiv getestet. Bei der Tour de France 1988 wird Roque de la Cruz nach der 4. Etappe positive getestet. Einige Fahrer haben Doping nach Karriereende zugegeben oder wurden mit Doping in Verbindung gebracht, z. B. hat Mathieu Hermanns zugegeben während seiner aktiven Zeit Doping benutzt zu haben.

## Erfolge
1984
- eine Etappe Baskenland-Rundfahrt
- eine Etappe Valencia-Rundfahrt
- eine Etappe Setmana Catalana de Ciclisme
- eine Etappe Galicien-Rundfahrt

1985
- Gesamtwertung und zwei Etappen Vuelta a España
- Baskenland-Rundfahrt
- eine Etappe Tour de France
- eine Etappe Burgos-Rundfahrt
- eine Etappe Vuelta a Colombia
- eine Etappe Vuelta a Cantabria
- eine Etappe Vuelta a Castilla y León
- eine Etappe Murcia-Rundfahrt

1986
- zwei Etappen Vuelta a España
- eine Etappe Tour de France
- Subida al Naranco
- eine Etappe Vuelta a La Rioja
- zwei Etappen Tour de l’Avenir
- eine Etappe Katalonien-Rundfahrt
- Trofeo Masferrer
- eine Etappe Burgos-Rundfahrt
- eine Etappe Vuelta a los Valles Mineros
- eine Etappe Grand Prix Midi Libre
- eine Etappe Vuelta a Cantabria
- eine Etappe Tour de Romandie
- eine Etappe Vuelta a Castilla y León

1987
- Clásica San Sebastián
- drei Etappen Vuelta a España
- Gesamtwertung und zwei Etappen Burgos-Rundfahrt
- Gesamtwertung und zwei Etappen Murcia-Rundfahrt
- Galicien-Rundfahrt
- Paris–Camembert
- eine Etappe Niederlande-Rundfahrt
- eine Etappe Vuelta a los Valles Mineros
- Arrateko Igoera
- eine Etappe Asturien-Rundfahrt
- eine Etappe Vuelta a Castilla y León
- drei Etappen Valencia-Rundfahrt
- Trofeo Luis Puig
- eine Etappe Andalusien-Rundfahrt

1988
- sechs Etappen Vuelta a España
- Gesamtwertung und eine Etappe Burgos-Rundfahrt
- Gesamtwertung und zwei Etappen Escalada a Montjuïc
- Gesamtwertung und eine Etappe Arrateko Igoera
- drei Etappen Setmana Catalana de Ciclisme
- vier Etappen Murcia-Rundfahrt
- zwei Etappen Valencia-Rundfahrt
- eine Etappe Katalonien-Rundfahrt
- Trofeo Masferrer
- eine Etappe Niederlande-Rundfahrt
- Galicien-Rundfahrt
- GP Villafranca de Ordizia

1989
- drei Etappen Vuelta a España
- eine Etappe Tour de France
- Gesamtwertung und zwei Etappen Herald Sun Tour
- Gesamtwertung und eine Etappe Katalonien-Rundfahrt
- eine Etappe Vuelta a La Rioja
- Clasica a los Puertos
- GP Villafranca de Ordizia
- zwei Etappen Luxemburg-Rundfahrt
- Klasika Primavera de Amorebieta
- Omloop van het Leiedal
- Grand Prix de Cannes
- Trofeo Luis Puig

1990
- eine Etappe Herald Sun Tour
- zwei Etappen Vuelta a La Rioja
- drei Etappen Grande Prémio Internacional de Torres Vedras
- eine Etappe Olympia’s Tour

1991
- drei Etappen Portugal-Rundfahrt
- eine Etappe Grande Prémio Internacional de Torres Vedras

1992
- drei Etappen Portugal-Rundfahrt
- eine Etappe Vuelta a Castilla y León
- eine Etappe Asturien-Rundfahrt
- zwei Etappen Vuelta a Mallorca

1993
- eine Etappe Vuelta a España
- zwei Etappen Murcia-Rundfahrt
- eine Etappe Valencia-Rundfahrt
- eine Etappe Burgos-Rundfahrt
- zwei Etappen Portugal-Rundfahrt
- zwei Etappen Vuelta a Castilla y León
- Clásica de Sabiñánigo
- zwei Etappen Grande Prémio Jornal de Notícias

1994
- Portugiesischer Meister – Straßenrennen
- Gesamtwertung und eine Etappe Portugal-Rundfahrt
- drei Etappen Grande Prémio Internacional de Torres Vedras
- eine Etappe Asturien-Rundfahrt
- eine Etappe Vuelta a los Valles Mineros
- drei Etappen Vuelta a Mallorca
- Circuito de Getxo

1995
- eine Etappe Vuelta a España
- Gesamtwertung und eine Etappe Portugal-Rundfahrt
- Gesamtwertung und zwei Etappen Grande Prémio Internacional de Torres Vedras
- Russischer Meister – Straßenrennen
- Gesamtwertung und zwei Etappen Volta ao Alentejo
- eine Etappe Vuelta a La Rioja
- eine Etappe Grande Prémio Jornal de Notícias
- eine Etappe Vuelta a los Valles Mineros
- eine Etappe Baskenland-Rundfahrt
- Gran Premio Miguel Induráin

## Grand-Tour-Platzierungen
| Grand Tour            | 1984 | 1985 | 1986 | 1987 | 1988 | 1989 | 1990 | 1991 | 1992 | 1993 | 1994 | 1995 |
| --------------------- | ---- | ---- | ---- | ---- | ---- | ---- | ---- | ---- | ---- | ---- | ---- | ---- |
| Giro d’ItaliaGiro     | –    | –    | –    | 4    | –    | 10   | –    | –    | –    | 32   | –    | –    |
| Tour de FranceTour    | –    | 6    | 18   | 10   | 16   | 5    | –    | –    | –    | –    | –    | –    |
| Vuelta a EspañaVuelta | 15   | 1    | 5    | 28   | 14   | 20   | –    | 49   | 37   | 22   | 10   | 8    |

## Bekannte ehemalige Fahrer
- Pello Ruiz Cabestany (1984–1987)
- Pedro Delgado (1985)
- Marino Lejarreta (1986–1989)
- Eduardo Chozas Olmo (1992–1993)
- Daniel Clavero (1992–1995)
- Asjat Mansurowitsch Saitow (1995)
- Félix García Casas (1993–1995)
- Johnny Weltz (1994)
- Neil Stephens (1989–1990)
- Johan van der Velde (1990)
- Helmut Wechselberger (1989)